# Wyosine
La wyosine est un nucléoside rare trouvé dans certains ARN de transfert. Elle se compose d'un ose, le β-D-ribofuranose, et d'un résidu de guanosine fortement modifié. C'est un nucléoside tricyclique. Elle entre dans la composition de la wybutosine.